# Khalaj
El khalaj és la llengua dels khalajs. Pertany a la família de llengües turqueses o altaiques i té uns 42.000 parlants (2000). Està classificat com un dialecte de l'àzeri o del turcman, però realment no és un dialecte segons les modernes investigacions i ara es considera una llengua diferent. Els khalajs podrien ser els descendents dels turcs arghu. Es parla principalment a la província de Markazi a l'Iran i la major part parlen també el farsi. La canalla està perdent la llengua. Està dividit en dos dialectes principals (nord i sud) i subdialectes per diverses poblacions. Es caracteritza pels seus arcaismes.
La llengua fou estudiada per V. Minorsky el 1940 i per l'iranià Mughaddam poc de temps després. El 1968 G. Doerfer en va descriure els trets particulars. Molts materials se'n van recollir el 1968 i 1969.